# Zaklad iz Guarrazarja
Zaklad iz Guarrazarja, Guadamur, provinca Toledo, Kastilija - Manča, Španija, je arheološka najdba, sestavljena iz šestindvajsetih votivnih kron in zlatih križev, ki so jih darovali rimskokatoliški cerkvi vizigotski kralji v 7. stoletju v Hispaniji, kot gesta ortodoksnosti njihove vere in njihove podrejenosti cerkveni hierarhiji.  Najbolj dragocena od vseh je votivna krona kralja Rekesvinta z modrimi safirji iz Šrilanke in pendilije (obeski). Čeprav je zaklad zdaj razdeljen in ga je veliko izginilo, predstavlja najboljšo ohranjeno skupino zgodnjesrednjeveških krščanskih votivnih darov.
Zaklad, ki predstavlja vrhunec vizigotskega zlatarskega dela , je bil izkopan med letoma 1858 in 1861 v sadovnjaku Guarrazar v mestu Guadamur, zelo blizu Toleda v Španiji. Zaklad je bil razdeljen, nekateri predmeti so šli v Musée de Cluny v Parizu , ostali pa do orožarno Palacio Real v Madridu (danes v Španskem narodnem arheološkem muzeju). V letih 1921 in 1936 so bili nekateri predmeti zaklada iz Guarrazarja ukradeni in so izginili.
Nekaj primerljivega vizigotskega filigranskega zlata je bilo leta 1926 najdeno v Torredonjimenu v provinci Jaén, sestavljeno iz drobcev votivnih kron in križev. 

## Opis
Nakit, ki so ga našli pri Guarrazarju, je del neprekinjene tradicije iberskega kovinarstva, ki sega že v prazgodovino. Na ta vizigotska dela so Bizantinci močno vplivali, vendar so tehnike  inkrustacije draguljev, ki so jih našli pri Guarrazarju, prakticirali po vsem germanskem svetu, slog s črkami pa je bil tudi germanski. Krone so bile čisto bizantinske oblike in nikoli niso bile namenjene nošenju. Bile so darila cerkvi, da bi jo obesili nad oltar.
Najdragocenejši ostanki najdbe sta dve kraljevi votivni kroni: ena kralja Rekesvinta in ena kralja Svintila. Obe sta narejena iz zlata, inkrustirani s safirji, biseri in drugimi dragimi kamni. Svintilova je bila ukradena leta 1921 in ni bila nikoli vrnjen. Obstaja več drugih majhnih kronic in veliko votivnih križev. V originalni najdbi so bili tudi trakovi, ki pa so odtlej izginili.
Te najdbe so skupaj z drugimi sosednjimi in arheološkim izkopavanjem Ministrstva za javna dela in Kraljeve zgodovinske akademije (aprila 1859) tvorile skupino, ki jo je sestavljala:
- Nacionalni arheološki muzej Španije: šest kron, pet križev, obesek in ostanki folije in kanalov (skoraj vse zlato).
- Kraljeva palača v Madridu: krona in zlati križ ter kamen z vgraviranim oznanjenjem. Krono in druge drobce palice s kristalno kroglico so leta 1921 ukradli iz Kraljeve palače v Madridu in je še vedno neznano kje.
- Nacionalni muzej srednjega veka, Pariz: tri krone, dva križa, vez in zlati obeski.

Bilo je tudi veliko fragmentov skulptur in ostankov stavbe, morda rimsko svetišče ali mesto očiščenja. Po posvetitvi krščanskemu bogoslužju kot cerkvi ali oratoriju je gostil številne grobove. V najbolje ohranjenem grobu so našli okostje, ki je ležalo na podlagi iz apna in peska. Na dobro ohranjenem kamnitem skrilavcu je latinski napis, ki omenja duhovnika po imenu Crispín, ki izvira iz leta 693 (51. leto vladavine kralja Égika, leto šestnajstega koncila v Toledu). Ta skrilavec je zdaj v Nacionalnem arheološkem muzeju Španije v Madridu. Napis na Sónnica križu, del, ki je bil ohranjen v Parizu, nakazuje na
| INDI NOM INE OFFERET SONNICA SCE MA RIE INS ORBA CES | In D[omin]i Nomine offeret Sonnica S[an]c[t]e Marie in Sorbaces Sonnica v imenu Boga ponuja [to] sveti Mariji v Sorbacih |

Po nekaterih hipotezah je samostan Sancta Maria v Sorbacesu Guarrazar služil kot skrivališče pravega zaklada dvora, toledskih cerkva in samostanov, da bi preprečili njihovo zajetje ob muslimanski invaziji na Španijo.